# Super Rub a Dub
《Super Rub a Dub》是一款PS系列的游戏。
该游戏以浮起在水上的黃色橡皮玩具鴨為題材，該玩具鴨最早出現在1999年PS2發表會的技術展示中，是顯示PS2計算浮點的能力，當時是展示澡盆中有十多隻黃色橡皮玩具鴨，後並於2005年PS3發表會上再度以技術展示登場，澡盆中的黃色橡皮玩具鴨能多到滿，是PS系列主機的印象代表之一。

## 外部連結
- Super Rub a Dub（页面存档备份，存于）